# Krzysztof Rogowski
Krzysztof Marek Rogowski (ur. 11 stycznia 1963 w Kościanie) – polski jeździec, olimpijczyk z Seulu 1988.
Zawodnik specjalizujący się w WKKW. Jako junior wywalczył srebrny medal mistrzostw Polski juniorów w roku 1979 na koniu Wodewil. Jako senior zdobył brązowy medal mistrzostw Polski w roku 1988 (na koniu Alkierz).
Na igrzyskach w roku 1988 wystartował w konkursie indywidualnym WKKW zajmując 13. miejsce, a polska drużyna (partnerami byli: Bogusław Jarecki, Krzysztof Rafalak, Eugeniusz Koczorski) zajęła 4. miejsce.